# Kanal von Potidea

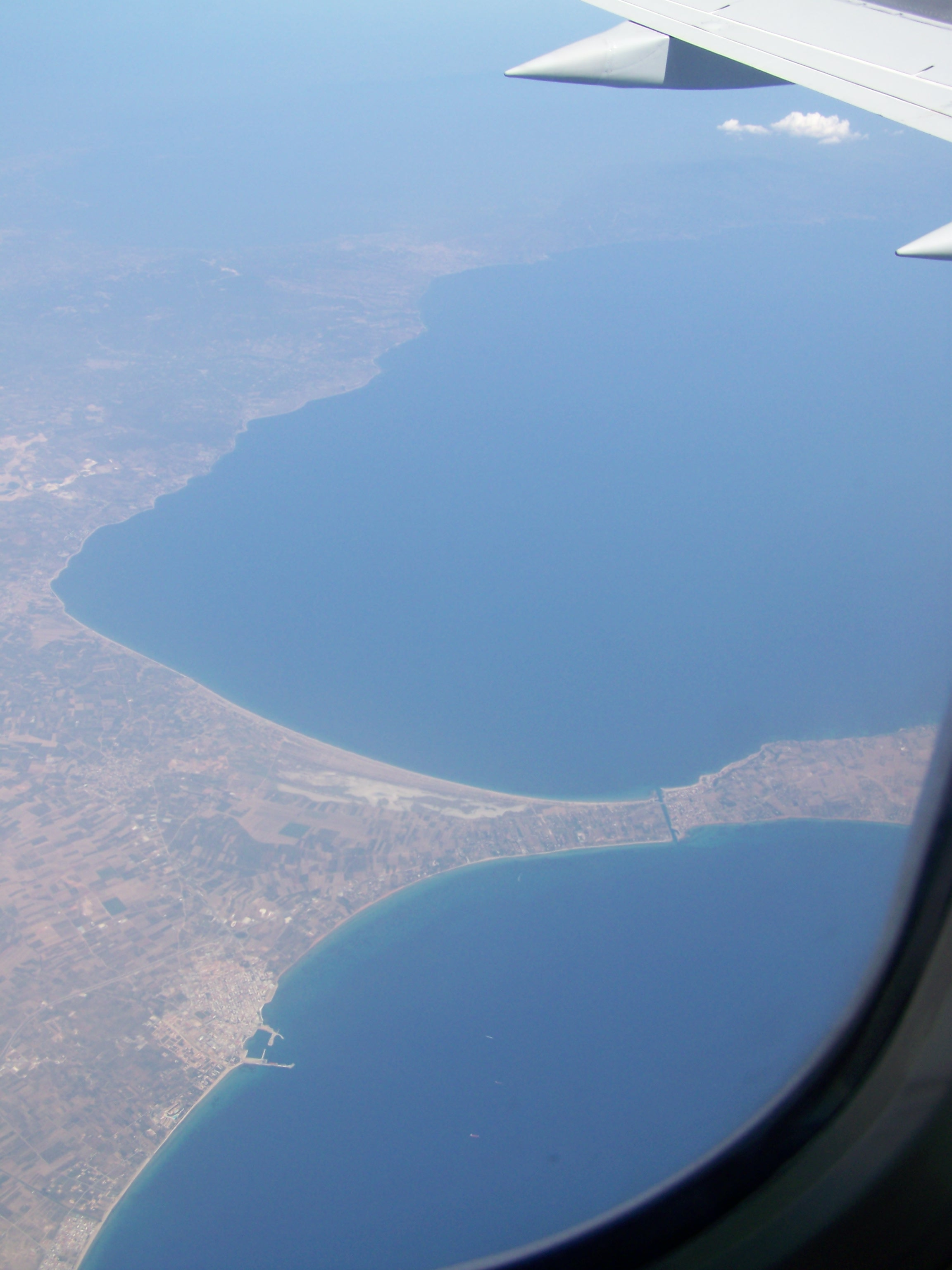
Luftaufnahme des Isthmus von Kassandra und des Kanals von Potidea

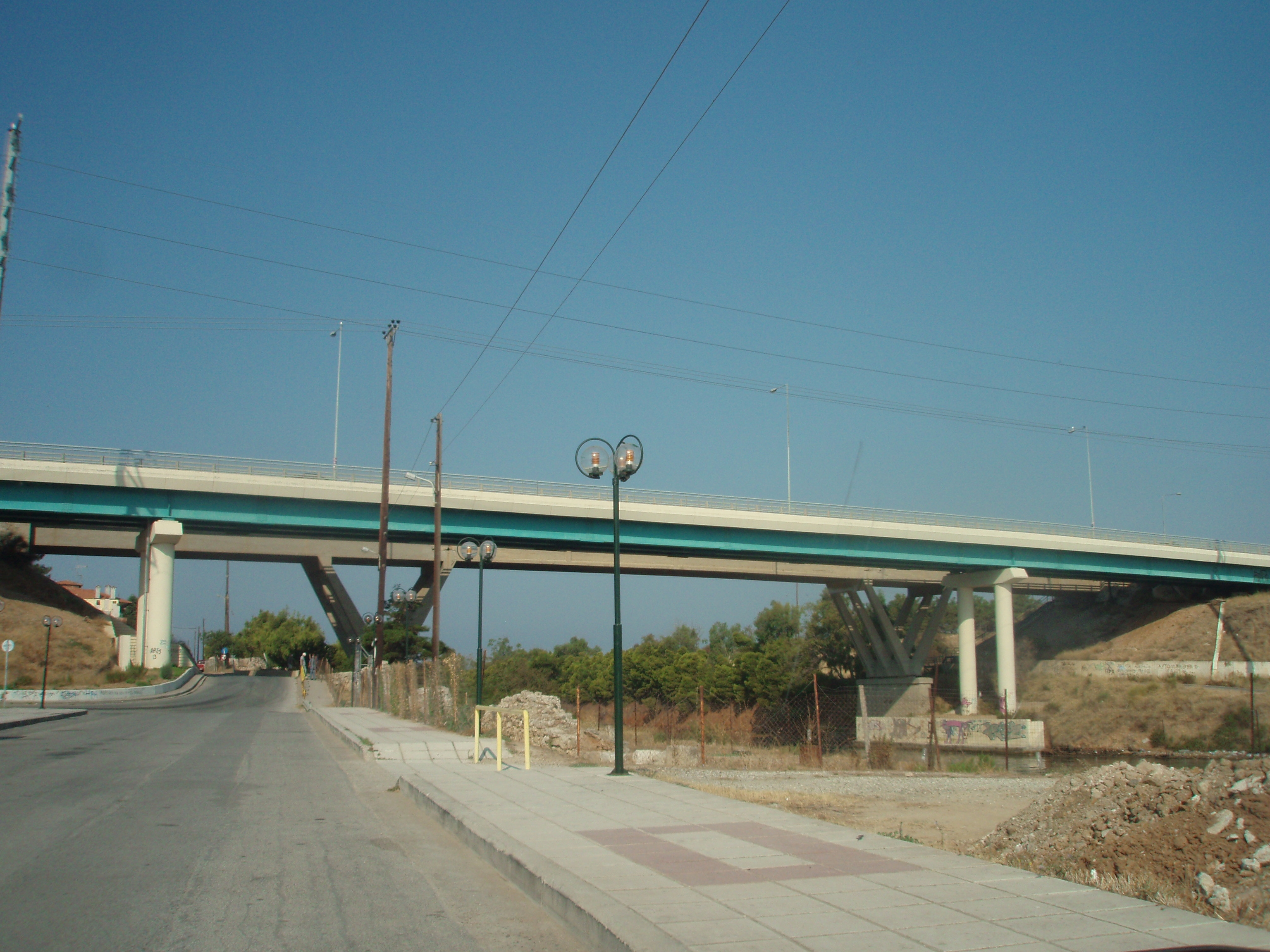
Straßenbrücken über den Kanal von Potidea (nahe der östlichen Zufahrt)

Der Kanal von Potidea (griechisch Διώρυγα της Ποτίδαιας, Dioryga tis Potideas; alternative Transkription Kanal von Poteidaia) ist ein künstlich angelegter und schiffbarer Kanal auf der Halbinsel Chalkidiki der griechischen Verwaltungsregion Zentralmakedonien.

## Geographie
Der Kanal führt an der schmalsten Stelle des Isthmus der Halbinsel Kassandra unmittelbar nördlich der Ortschaft Nea Potidea vom Thermaischen Golf im Westen zum Toronäischen Golf (Golf von Kassandra) im Osten und trennt damit die Halbinsel Kassandra (1. ‚Finger‘) von der übrigen Halbinsel Chalkidiki (‚Handteller‘) ab.
Der Kanal hat eine Länge von 1.100 bis 1.250 m (je nach Quelle) und eine mittlere Breite an der Wasseroberfläche von 40 m. Die westliche Einfahrt des Kanals befindet sich auf Position 40° 11′ 47″ N, 23° 19′ 18″ O, die östliche Einfahrt des Kanals befindet sich auf Position 40° 11′ 48″ N, 23° 19′ 59″ O. Die mittlere Tiefe des Kanals beträgt 4,5 m, die Schwankungsbreite der Tiefe ist 3,5 bis 5,5 m. 1975 betrug die minimale Tiefe des Kanals 2,8 m. Die Wassertiefen vor der westlichen Einfahrt in den Kanal betragen bereits in kurzer Entfernung zur westlichen Einfahrt 35 m. Vor der östlichen Einfahrt beträgt die Wassertiefe für 2 bis 3 km lediglich bis zu 5 m; anschließend fällt dann der Meeresboden auf Tiefen von 38 m und darüber hinaus ab.
Der Tidenhub am Kanal von Potidea beträgt 25 cm. Durch den Kanal von Potidea fließen Wassermengen mit einer Flussrate von 18 bis 35 Kubikmeter pro Sekunde. Der Wasserfluss wird sowohl in westlicher (in den thermaischen Golf) als auch in östlicher Richtung (in den toronäischen Golf) beobachtet und wird durch den Tidenhub und die Windkraft verursacht.

## Geschichte
Die Entstehungsgeschichte des antiken Kanals ist nicht vollständig aufgeklärt. Strabon erwähnte den Kanal im 1. Jahrhundert n. Chr. Demzufolge wurde der Kanal von Potidea durch den makedonischen König Kassander gleichzeitig mit der Gründung der südlich von Potidea gelegenen Stadt Kassandreia 315 v. Chr. gebaut.
Bei der Beschreibung der Belagerung von Potidea durch die persische Streitmacht unter Artabazos 480–479 v. Chr. wurde der Kanal von Herodot nicht erwähnt. Ebenso wenig beschreibt Thukydides in seinem Werk über den Peloponnesischen Krieg den Kanal in seinem Bericht über die Belagerung von Potidea durch Athen 432–430 v. Chr. Weitere Quellen zur Bestätigung seiner Existenz ab Ende des 4. Jahrhunderts v. Chr. existieren nicht.
Ein vergleichbarer antiker Kanal aus dem 5. Jahrhundert v. Chr. war der Xerxes-Kanal auf der Athos-Halbinsel, 55 km östlich gelegen.
1407 ließ der byzantinische Kaiser Manuel II. Paleologos gesichert den Kanal erneut ausheben und gleichzeitig an dessen Südseite Befestigungsanlagen errichten. 1423 übernahmen die Venezianer Thessaloniki sowie den Kanal von Potidea samt Kassandra. Trotz der militärischen Sicherungsmaßnahmen fiel der Kanal 1430 mit Thessaloniki und der Halbinsel Kassandra an das Osmanische Reich. Während der osmanischen Besatzungszeit sind keine exakten Informationen über den Zustand und die Nutzung des Kanals überliefert.
Im Rahmen des griechischen Unabhängigkeitskrieges von 1821 bis 1829 wurde der Kanal 1821 wieder ausgehoben und gleichzeitig die am Südufer noch aus byzantinischer Zeit stammenden Befestigungsanlagen wieder errichtet. Im Gegensatz zur Peloponnes und Südgriechenland gelang den Aufständischen auf der Halbinsel Chalkidiki kein dauerhafter militärischer Erfolg. Bereits im Verlaufe des Jahres 1821 zogen sich die griechischen Aufständischen nach erfolgreichen Gegenangriffen des osmanischen Heers auf die Halbinsel Kassandra hinter den Kanal und die an seinem Südufer befindliche Festungsmauer zurück. Nach nicht zweifelsfrei gesicherten Überlieferungen gelang es dem osmanischen Heer durch Aufschüttung von Schafwollballen die Hürde des Kanals zu überwinden, die Festungsmauer von Potidea einzunehmen und nachfolgend die Aufständischen zu besiegen. Während des ersten Balkankriegs fanden am Kanal von Potidea keine militärischen Auseinandersetzungen statt.
1930 wurde der Kanal erneut ausgehoben. Im Gegensatz zum Verlauf bis 1930, welcher einen Bogen von Nordwesten nach Osten beschrieb, wurde der Kanal geradlinig von Westen (Thermaischer Golf) nach Osten (Toronäischer Golf) ausgehoben bzw. instand gesetzt. Bis 1970 war die Halbinsel Kassandra nur durch eine Fähre erreichbar; durch Inbetriebnahme der Brücke der Straße Nea Moudania–Kallithea wurde die Fähre überflüssig. Seit Beginn des 21. Jahrhunderts führt parallel zur Straßenbrücke von 1970 eine weitere Brücke über den Kanal von Potidea. Beide Brücken werden als getrennte Richtungsfahrbahnen einer vierspurigen Schnellstraße von Nea Moudania nach Kallithea bzw. Kassandria genutzt. Weitere Brücken über den Kanal gibt es nicht.

## Nutzung
In der Antike war der Kanal für die recht küstengebundene Schifffahrt eine große Erleichterung. Die Umfahrung der Halbinsel Kassandra, um beispielsweise aus Byzanz per Schiff Thessaloniki zu erreichen, entfiel durch den Kanal. Im Mittelalter und vor allem in der Neuzeit nahm mit zunehmender Hochseetüchtigkeit der Schiffe die Bedeutung des Kanales ab, zumal die Zeitersparnis bei Auslassung der Umschiffung der Halbinsel Kassandra mit der Nutzung von Schiffsmotoren abnahm. In der Gegenwart nutzen den Kanal von Potidea vorwiegend die örtlichen und regionalen Fischer, um auf kurzem Wege mit ihren Schiffen vom Typ Kaika vom thermaischen in den toronäischen Golf zu gelangen. Die Nutzung des Kanals ist aufgrund seiner Ausmaße bezüglich Breite und Tiefe ohnehin auf kleinere Schiffe beschränkt.